# قش (فلم)
قش (بالإنجليزية: Husk) هو فيلم رعب تم انتاجه في الولايات المتحدة وصدر سنة 2011. من بطولة ديفون غراي وويس شاثام.

## القصة
يسافر سكوت وكريس وجوني وبريان وصديقته نتالي لقضاء بضعة أيام عند البحيرة. في منطقة منعزلة بجوار حقل ذرة، يصدم سكوت غرابًا بشاحنته مما يتسبب في تعطلها. يجتاز جوني حقل الذرة من أجل الذهاب إلى منزل ريفي وطلب المساعدة، ولكنه يختفي فجأة من دون أي أثر. يذهب بريان وكريس في إثره إلى المنزل الغامض، في الوقت الذي تتعرض فيه ناتالي للهجوم ويحاول سكوت مساعدتها. لاحقًا يكتشفون وجود قوة خارقة تحتجزهم في هذا المنزل الملعون.

## وصلات خارجية
- مقالات تستعمل روابط فنية بلا صلة مع ويكي بيانات

- قش على IMDb
- قش على Rotten Tomatos